# Inside Your Heaven
"Inside Your Heaven" es una canción escrita por Andreas Carlsson, Pelle Nylén y Savan Kotecha; y producida por Desmond Child. Dos versiones de la canción fueron lanzadas: Una por la ganadora de la 4° temporada de American Idol, Carrie Underwood, y otra, por Bo Bice, el finalista de esta misma temporada.
La versión de Underwood fue lanzada el 14 de junio de 2005 en los Estados Unidos. Debutó en el número uno en la lista popular Billboard Hot 100, y en la lista canadiense Canadian Singles Chart, donde permaneció por una y siete semanas, respectivamente, en la cima de ambas listas. Fue la mayor estadía en el número uno en el 2005 en Canadá. Aunque la canción de Underwood no fue lanzada como una canción country, la canción llegó al número cincuenta y dos en las Hot Country Songs. Fue certificado Oro por la RIAA y 2x platino por la CRIA, luego fue incluida en su álbum debut, Some Hearts. El lado B de la canción es una versión de la canción de Martina McBride Independence Day.
La semana posterior al lanzamiento de Inside Your Heaven, Bo Bice lanzó una versión de esta misma canción. La versión de Bice fue lanzada el 21 de junio de 2005 y subió hasta el número dos en el Hot 100. Fue certificado Oro por la RIAA, y vendió más de 401,000 copias; y fue certificado Platino por la CRIA.
La canción le dio a Underwood un premio en los Billboard Music Awards por ser la "arista country que vendió más" (la versión de Bice también estuvo nominada). También le ayudó a Underwood a ganar el premio por la "Artista Country con más ventas". La versión de Underwood vendió más de 851,000 copias, mientras que la de Bice vendió más de 401,000.

## Canciones

### Versión de Carrie Underwood
Sencillo en CD
1. "Inside Your Heaven" - 3:45
2. "Independence Day" - 3:20

### Versión de Bo Bice
Sencillo en CD
1. "Inside Your Heaven" - 4:13
2. "Vehicle" - 2:49

## Listas

### Listas Semanales

#### Versión de Carrie Underwood
| Charts (2005)                       | Peak position |
| ----------------------------------- | ------------- |
| Canadá (Canadian Hot 100)           | 1             |
| Estados Unidos (Billboard Hot 100)  | 1             |
| Estados Unidos (Adult Contemporary) | 12            |
| Estados Unidos (Hot Country Songs)  | 52            |

#### Versión de Bo Bice
| Charts (2005)                      | Peak position |
| ---------------------------------- | ------------- |
| Estados Unidos (Billboard Hot 100) | 2             |

### Listas Anuales

#### Versión de Carrie Underwood
| Chart (2005)         | Position |
| -------------------- | -------- |
| US Billboard Hot 100 | 71       |